# 三塊厝 (臺中市南屯區)
三塊厝，是臺灣臺中市南屯區的一個傳統地域名稱，位於該區北部偏東。相較於今日行政區，其範圍大致包括永定里東北部凸出部分的西部、三厝里不含西北端及東南端、三和里、惠中里西北端、溝墘里西南端、三義里不含河南路以東的東北部、黎明里。

## 歷史
台灣清治末期至日治初期，三塊厝地區為一街庄，稱為「三塊厝庄」，隸屬於捒東下堡。該庄西北與馬龍潭庄為鄰，北邊一小段與潮洋庄為界，東北與惠來厝庄為鄰，東與溝仔墘庄為鄰，南邊為犁頭店街、永定厝庄，西南邊為劉厝庄，西邊為新庄仔庄。
1901年（日治明治三十四年）11月，全台廢縣廳改設二十廳，該庄隸屬於臺中廳。1903年（明治三十六年）6月，該庄編入「犁頭店區」，隸屬於臺中廳。1909年（明治四十二年）10月，合併二十廳為十二廳，犁頭店區隸屬不變。1920年（大正九年），全台地方制度大改正，廢十二廳改設五州二廳，該庄改制為「三塊厝」大字，隸屬於臺中州大屯郡南屯庄。
戰後南屯庄改制為南屯鄉，隸屬於臺中縣，大字亦改制為村。1947年2月，南屯鄉併入臺灣省轄臺中市改稱南屯區，村亦改制為里。1950年10月，中、彰、投分治，南屯區仍隸屬臺中市。2010年12月，臺中縣市合併為直轄臺中市，西區隸屬不變。

## 聚落
本地區發展較早的聚落有永定厝、破大厝、口厝等，在日治期初期的官方地圖上已有記載。

## 交通
市道127號（黎明路二段）是大雅至霧峰的道路，大致以北北西—南南東走向經過三塊厝地區中部。由該道路向北北西可前往西屯、大雅並止於省道台1乙線路口，向南南東轉南南西經南屯市區可前往烏日、霧峰並止於省道台3線路口。
市道136號（五權西路二段、永春路七段、南屯路二段）是臺中市龍井區至南投縣國姓鄉龜溝的道路，大致以西北—東南走向轉北向南再轉北北西—南南東走向蜿蜒經過本地區西南部凸出部分。由該道路向西北可前往省道台74線交流道、國道1號南屯交流道、大肚東北部邊界地帶、龍井東部、沙鹿西南部、梧棲與龍井交界地帶並止於省道台17線路口，向南南東轉東南可前往南屯市區、台中市區、太平、國姓並止於省道台14線路口。

## 學校
- 惠文高中（南半部）
- 臺中特殊教育學校（西南部）
- 黎明國中
- 惠文國小
- 黎明國小